# قضايا بيئية في الفلبين

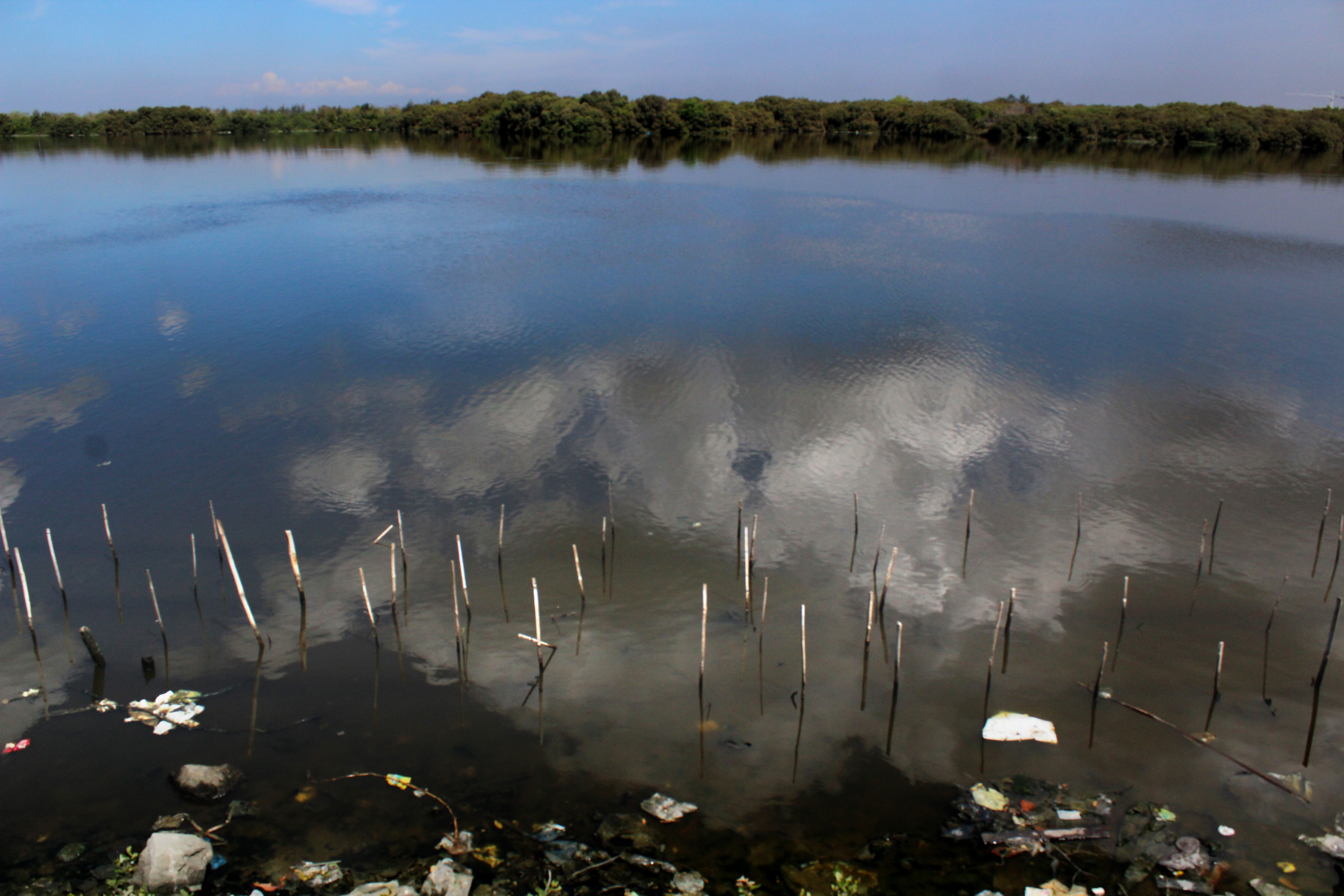
صور من التلوث النهري.

يعود خطر الكوارث الطبيعية الواضح على الفلبين إلى موقعها الجغرافي، فهي عرضة للزلازل والانفجارات البركانية كونها دولة تقع على منطقة حزام المحيط الهادئ الناري. بالإضافة إلى ذلك، تحيط بالدولة مسطحات مائية كبيرة، ويقابلها المحيط الهادئ حيث تُصنع 60 % من الأعاصير العالمية.
يُعتبر إعصار هايان أو «يولاندا» أحد التيفونات المدمرة التي ضربت الفلبين في عام 2013، والذي تسبب بمقتل أكثر من 10000 شخص وتدمير ما يزيد على تريليون بيزو من الممتلكات والأضرار التي لحقت مختلف القطاعات. وتشمل المشاكل الأخرى التي تواجهها البلاد كلًا من التلوث والتعدين غير القانوني وقطع الأشجار المحظور وإزالة الغابات وصيد الأسماك بالتفجير والانهيارات الأرضية وتآكل الساحل والانقراض والاحتباس الحراري وتغير المناخ.

## تلوث الماء
تمتلك الفلبين أكثر من حاجتها من المياه السطحية والجوفية على الرغم من أن الموارد المائية قد أصبحت شحيحة في بعض المناطق والفصول. ومع ذلك، أدى إهمال وجود سياسة بيئية متماسكة إلى تلوث حوالي 58 % من المياه الجوفية في الفلبين.
تُعتبر مياه الصرف الصحي المنزلية والصناعية غير المعالجة المصدر الرئيسي للتلوث، إذ تبلغ نسبة أنظمة نهر الفلبين المناسبة لإمدادات المياه العامة حوالي الثلث فقط.
تشير التقديرات إلى أن توافر المياه في عام 2025 سيكون ضئيلًا في معظم المدن الرئيسية وفي ثمانية من أصل تسعة عشر حوضًا من أحواض الأنهار الرئيسية.
يؤدي تلوث المياه إلى حدوث مشاكل في قطاعي صيد الأسماك والسياحة إلى جانب المخاوف الصحية الشديدة التي يمكن أن تحدث. أدركت الحكومة الوطنية هذه المشكلة، وسعت منذ عام 2004 إلى استحداث إدارة مستدامة لتنمية الموارد المائية.
يُوصل حوالي 5 % فقط من إجمالي التعداد السكاني بشبكة الصرف الصحي. وتستخدم الغالبية العظمى مراحيض مزودة بنظام شطف متصلة بخزانات الصرف الصحي. تُصرف معظم المخلفات السائلة دون معالجة نظرًا لندرة مُنشآت معالجة الحمأة والتخلص منها.
يُعتبر نهر الباسيج واحدًا من أكثر الأنهار تلوثًا في العالم وفقًا لبنك التنمية الآسيوي. أعلنت شركة مالينا ووتر في مارس عام 2008 أنه سيتم بناء محطة لمعالجة مياه الصرف الصحي في تاغويغ.
تم تشييد أول الأراضي الرطبة والتي تخدم حوالي 700 أسرة في عام 2006 في منطقة شبه حضرية من مدينة باياوان، واستُخدمت لإعادة توطين الأسر التي تعيش على طول الساحل في مستوطنات غير رسمية لا تمتلك إمكانية الوصول إلى إمدادات المياه المأمونة ومرافق الصرف الصحي.

## إزالة الغابات
تراجعت نسبة الغطاء الحرجي للفلبين من 70 % إلى 20 % خلال القرن العشرين. إذ كان هناك ما مجموعه 46 نوعًا مهددًا بالانقراض، قُضي على 4 أنواع منها بالفعل. بقي أيضًا حوالي 3.2 % من مجموع الغابات المطيرة.
فُقد ما يُقدر بـ 9.8 مليون هكتار من الغابات في الفلبين من عام 1934 وحتى عام 1988 بناءً على تحليل لخرائط أنماط استخدام الأراضي وخرائط الطرق. يحدث قطع الأشجار المحظور في الفلبين، والذي يزيد من أضرار الفيضان في بعض المناطق.

## تلوث الهواء
تعاني مانيلا من تلوث الهواء بسبب النفايات الصناعية، إذ يؤثر هذا التلوث على 98 % من السكان. يتسبب تلوث الهواء في وفاة أكثر من 4000 شخص سنويًا.
تُعتبر إرميتا من المناطق ذات النسبة الأعلى بالتلوث الهوائي في مانيلا بسبب وجود مواقع مكبات النفايات المفتوحة والنفايات الصناعية فيها.
وفقًا لتقرير أُعد في عام 2003، يُعتبر نهر الباسيج واحدًا من أكثر الأنهار تلوثًا في العالم بـ 150طن من النفايات المنزلية و75 طن من النفايات الصناعية المُلقاة يوميًا.

## تغير المناخ
يُعد تغير المناخ من أكثر القضايا البيئية إلحاحًا والتي تؤثر على الفلبين. تُعتبر الفلبين عُرضة للغاية لآثار تغير المناخ كونها دولة جزرية تقع في منطقة جنوب شرق منطقة آسيا والمحيط الهادئ. تشمل بعض هذه الآثار زيادة تواتر وشدة الكوارث الطبيعية وارتفاع منسوب البحار والأمطار الشديدة والاحتباس الحراري ونقص الموارد والتدهور البيئي، إذ أثرت هذه الآثار مُجتمعة على الزراعة والمياه والبنية التحتية وصحة الإنسان والنظم البيئية الساحلية في الفلبين بشكل كبير، ومن المتوقع أن تستمر هذه الآثار بإلحاق الأضرار المدمرة في اقتصاد ومجتمع الفلبين.

## آثار الاحتباس الحراري

### تاريخ المناخ
تحتل الفلبين المرتبة الثالثة على مؤشر المخاطر العالمية لأقصى مخاطر الكوارث والتعرض للكوارث الطبيعية، وذلك نظرًا لموقعها الجغرافي ومناخها وطبوغرافيتها. تندرج 16 مقاطعة من مقاطعاتها، بما في ذلك مانيلا وبنجويت وباتانيس، تحت المراكز الخمسين الأكثر عُرضة للخطر في جنوب شرق آسيا، مع احتلال مانيلا للمرتبة السابعة.
تندرج المدن الأربع الموجودة في الفلبين ومانيلا وسان خوسيه وروكساس وكوتابواتو ضمن أكثر 10 مدن عُرضة لارتفاع منسوب البحر في منطقة شرق آسيا والمحيط الهادئ.
تتعرض البلاد بشكل دائم لخطر حدوث الكوارث الطبيعية الشديدة، بما في ذلك التيفونات والفيضانات والانهيارات الأرضية والجفاف. بل وتقع داخل منطقة تشهد أعلى معدل من الأعاصير في العالم، إذ يبلغ متوسط الحدوث 20 إعصارًا سنويًا، يصل منها حوالي (7 - 9) أعاصير إلى اليابسة بالفعل.
حققت الفلبين في عام 2009 ثالث أكبر عدد من الخسائر الناجمة عن الكوارث الطبيعية وثاني أكبر عدد من الضحايا.
كان وسيبقى لتغير المناخ آثار جذرية على مناخ الفلبين. شهدت الفلبين في الفترة (1951 - 2010) ارتفاعًا في متوسط درجة الحرارة بمقدار 0.65 درجة مئوية، مع نقصان عدد الليالي الباردة المسجلة وزيادة في عدد الأيام الحارة.
زاد عدد التيفونات الحاصلة منذ سبعينيات القرن العشرين خلال موسم إل نينيو. ولم تشهد الفلبين فقط ارتفاعًا في منسوب البحر بمقدار 0.15 مترًا منذ عام 1940، بل وشهدت أيضًا ارتفاعًا في درجات حرارة سطح البحر بمقدار 0.6 إلى 1 درجة مئوية منذ عام 1910، و0.09 درجة مئوية في درجة حرارة المحيط منذ عام 1950.
شهدت الفلبين عددًا من الأحداث المناخية المُحطمة للأرقام القياسية خلال الفترة الزمنية الممتدة من عام 1990 وحتى عام 2006، بما في ذلك التيفون الأقوى (سرعات الرياح) والتيفونات الأشد تدميرًا (الأضرار) والعاصفة الأشد فتكًا (الإصابات) والتيفون المُتزامن مع أقصى هطول مطري مُسجل على مدار 24 ساعة.

## الطاقة
يمكن لتغير المناخ أن يقلل من إمداد الفلبين بالطاقة بالتزامن مع زيادة الطلب عليها. ستؤدي زيادة فرص حدوث الأحداث المناخية القاسية إلى تقليل إنتاج الطاقة الكهرومائية، والتي تمثل 20 % من إمدادات الطاقة في البلاد، وكذلك حدوث أضرار واسعة النطاق في البنية التحتية للطاقة والخدمات، إذ سيكون هناك المزيد من انقطاع التيار الكهربائي في المتوسط، بالإضافة إلى زيادة الطلب على الطاقة، وخصوصًا الطاقة المستخدمة للتبريد.

## الماء
تؤثر عدة عوامل من عوامل تغير المناخ على توافر الماء في الفلبين، إذ يؤدي العدد المتزايد من حالات الجفاف الشديد إلى خفض مستويات المياه وتدفقات الأنهار وبالتالي حدوث عجز مائي.
تؤدي الفيضانات والانهيارات الأرضية الناجمة عن هطول الأمطار الشديد إلى تدهور كل من حالة الأحواض المائية ونوعية المياه، وذلك عن طريق زيادة معدل الجريان السطحي والتعرية التي تزيد الترسبات في السدود.
شهدت العديد من طبقات المياه الجوفية الساحلية الحاملة للمياه العذبة تسربًا للمياه المالحة، الأمر الذي يقلل من كمية المياه العذبة المتاحة للاستخدام. بل وتتأثر حوالي 25 % من البلديات الساحلية في لوزون وفيساياس ومينداناو بهذا التسرب، ويُتوقع أن تزداد المشكلة سوءًا مع ارتفاع منسوب البحر.